# Dyrøya (Øksnes)

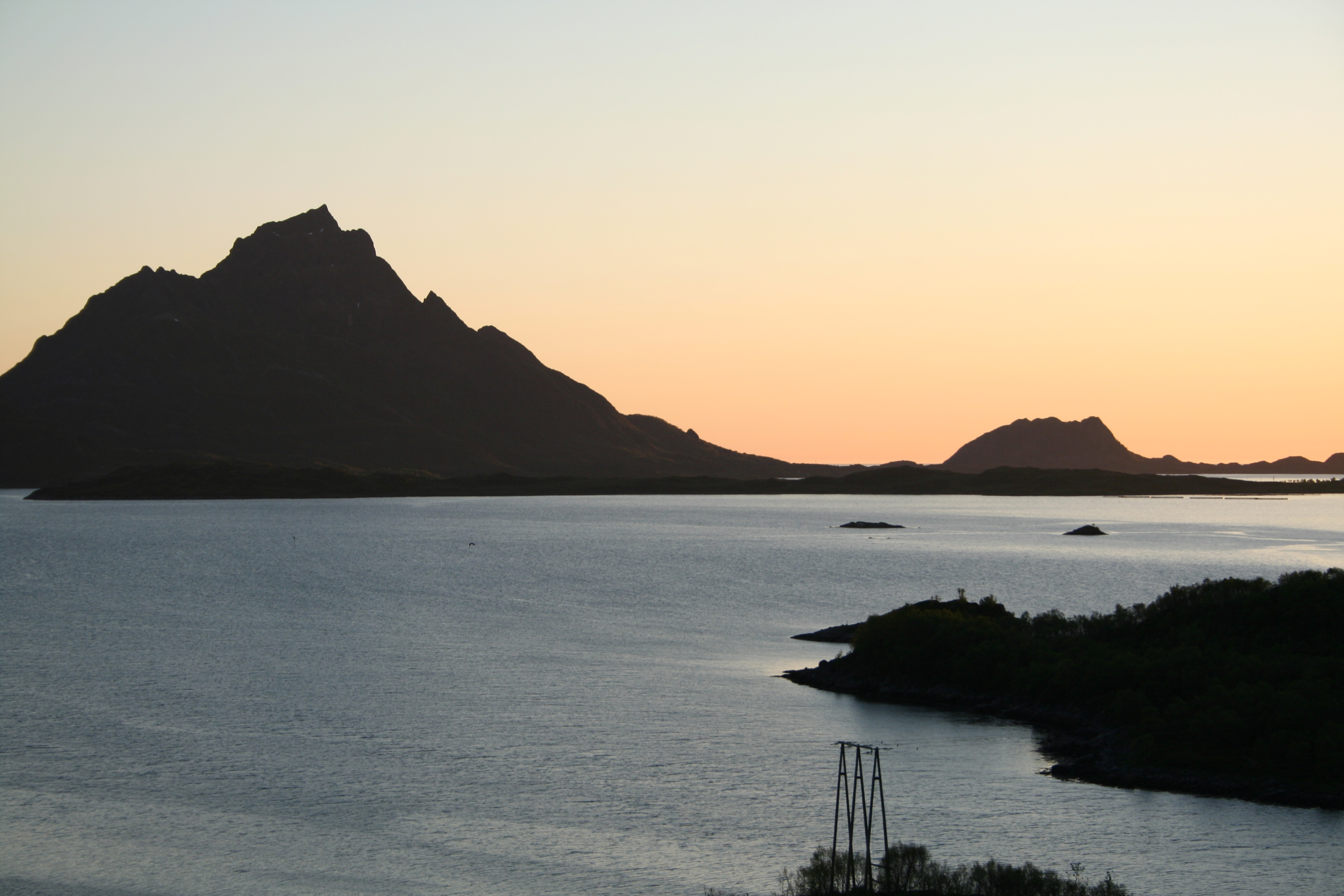
Dyrøya in der Mitternachtssonne

Dyrøya ist eine der vier unbewohnten Inseln in der Øksnes Vestbygd in Vesterålen. Sie ist ein Teil der norwegischen Fylke Nordland in der Kommune Øksnes.
Der Hauptort der Insel ist Barkestad, der um 1970 verlassen worden ist. Die Gründe hierfür sind in der fehlenden Infrastruktur, die auch die Nachbarinseln Skogsøya, Tindsøya und Nærøya betreffen, für die moderne Zeit zu suchen.
Der ehemalige Anlaufhafen der Hurtigruten Barkestad hatte eine sehr alte Tradition als Fischerort, wurde aber mit der Zeit zu unrentabel.
Ins Deutsche übersetzt, lautet der Name der Insel „Tierinsel“, was auf eine saisonbedingte Haltung von Haus- oder Rentieren hindeutet.